# Neil Harbisson
Neil Harbisson (né le 27 juillet 1982 à Mataró) est un artiste britannique connu pour sa capacité à entendre les couleurs. En 2004, il est devenu la première personne au monde à avoir une antenne implantée dans sa tête. L'intégration de l'antenne sur la photographie de son passeport est interprétée par certains comme la reconnaissance officielle de Harbisson comme un cyborg. La couleur ainsi que l'utilisation de la technologie comme une extension de l'artiste (et non pas comme faisant partie de la performance artistique) sont des thèmes centraux dans le travail de Harbisson. En 2010, il fonde la Fondation Cyborg, une organisation internationale pour aider les êtres humains à « devenir des cyborgs ».

## Biographie

### Son enfance
Neil Harbisson naît avec l’achromatopsie, une particularité qui ne lui permet de voir qu’en noir et blanc. Il grandit à Mataró (Province de Barcelone, Espagne) où il étudie la musique, la danse et le théâtre  dans diverses écoles. Il commence à composer des morceaux de piano à l'âge de onze ans. À l'école, ses camarades de classe pensent qu'il est paresseux à chaque fois qu’il demande à l'un d'eux dans un cours d'arts plastiques de la peinture rouge, ou de choisir un stylo à encre bleue. Il s'habille exclusivement en noir et blanc. Il déclare à ce sujet : « Quel était le but de porter quelque chose que je ne pouvais pas apprécier ? ». À l'âge de 16 ans, il commence à étudier les beaux arts à l'Institut Alexandre Satorras, où il obtient l'autorisation d'utiliser uniquement les couleurs noir, blanc et gris dans ses œuvres. Les premières œuvres de Harbisson sont toutes en noir et blanc.
En mai 2001, il attire l'attention des médias en Espagne après avoir grimpé sur un arbre pour sauver trois arbres durant leur coupe dans le centre de Mataró. Harbisson vit sur l'arbre pendant plusieurs jours, et est soutenu par plus de 3 000 personnes qui ont signé une pétition pour la sauvegarde des arbres. Après plusieurs jours de protestation, la mairie annonce que les arbres ne seront pas coupés.
En septembre 2001, Neil Harbisson part en Irlande pour terminer ses études de piano à la Nouvelle école de Musique de Walton à Dublin. En 2002, il part au Royaume-Uni pour étudier la composition musicale au Dartington College of Arts (en).

### L'antenne
En octobre 2003, lors de sa deuxième année au Dartington College of Arts (en), Neil Harbisson assiste à une conférence sur la cybernétique, en particulier sur les extensions sensorielles via la cybernétique, donnée par Adam Montandon, un étudiant de l'université de Plymouth. Neil Harbisson est enthousiasmé et à la fin de la conférence, il s'entretient avec Adam Montandon. Par la suite, ils commencent à travailler sur le projet de l'antenne.
L'antenne fonctionne avec une caméra montée sur le crâne qui capte les couleurs directement face à la personne, et les convertit en temps réel en ondes sonores.
Neil Harbisson mémorise les fréquences associées à chaque couleur. Les teintes à hautes fréquences (bleu-violet) sont aiguës, tandis que les teintes de basse fréquence (rouge) sonnent graves. À Vienne, ils présentent leur projet de l'antenne, et remportent le prix Europrix Award in Content Tools and Interface Design (2004), ainsi que le prix Innovation Award (Submerge, Bristol 2004).
En 2007, au cours d’un trajet en auto-stop à travers l'Europe, Neil Harbisson rencontre à Ljubljana Peter Kese, un développeur de logiciels de Kranj. Peter Kese propose de développer l'antenne afin que Harbisson puisse percevoir la saturation des couleurs et pas seulement les teintes. Après quelques semaines, il a développé un nouveau modèle d'antenne qui permet à Harbisson de percevoir jusqu'à 360 teintes différentes à travers des micro-sons, et la saturation à travers les différents niveaux de volume.
En 2009, Matias Lizana, un étudiant de l'Université polytechnique de Catalogne développe l'antenne dans une puce dans le cadre de son projet de dernière année d’étude. La puce permet à l'utilisateur d'avoir le dispositif implanté et d'entendre les couleurs qui vont au-delà des limites de la perception humaine, comme l'infrarouge et l'ultraviolet.
En mai 2011, le dispositif est cassé par la police qui croit que Harbisson avait filmé lors d'une manifestation sur la place de Catalogne,,.

### Le statut de Cyborg
En 2004, Neil Harbisson n'est pas autorisé à renouveler son passeport britannique parce que sa photo de passeport a été rejetée. Le Bureau des passeports ne permet pas à Neil Harbisson d'apparaître avec l'équipement électronique sur sa tête. Neil Harbisson leur écrit de nouveau, insistant sur le fait que l'antenne devrait être considérée comme faisant partie de son corps car il est devenu un cyborg. Des courriers de son médecin, de ses amis et de ses collègues sont envoyés au bureau des passeports pour lui apporter un soutien. Après des semaines de correspondance, l'antenne est reconnue. Neil Harbisson déclare être devenu un cyborg : « Ce n'est pas l'union entre le eyeborg et ma tête qui me transforme en un cyborg mais l'union entre le logiciel et mon cerveau ».

### Fondation Cyborg
En 2010, Neil Harbisson et Moon Ribas créent la Fondation Cyborg, une organisation internationale pour aider les êtres humains à devenir des cyborgs. La fondation a été créée en réponse au nombre croissant de lettres et de courriels reçus de gens à travers le monde intéressé pour devenir un cyborg. Les objectifs principaux de la fondation sont de développer les sens et les capacités humaines en créant et en appliquant des extensions cybernétiques sur le corps, afin de promouvoir l'utilisation de la cybernétique à des manifestations culturelles et de défendre les droits des cyborg. En 2010, la fondation, basée à Mataró, a été le grand vainqueur du Creatic Award 2010, organisé par le Tecnocampus Mataró.

### La sensibilisation du public

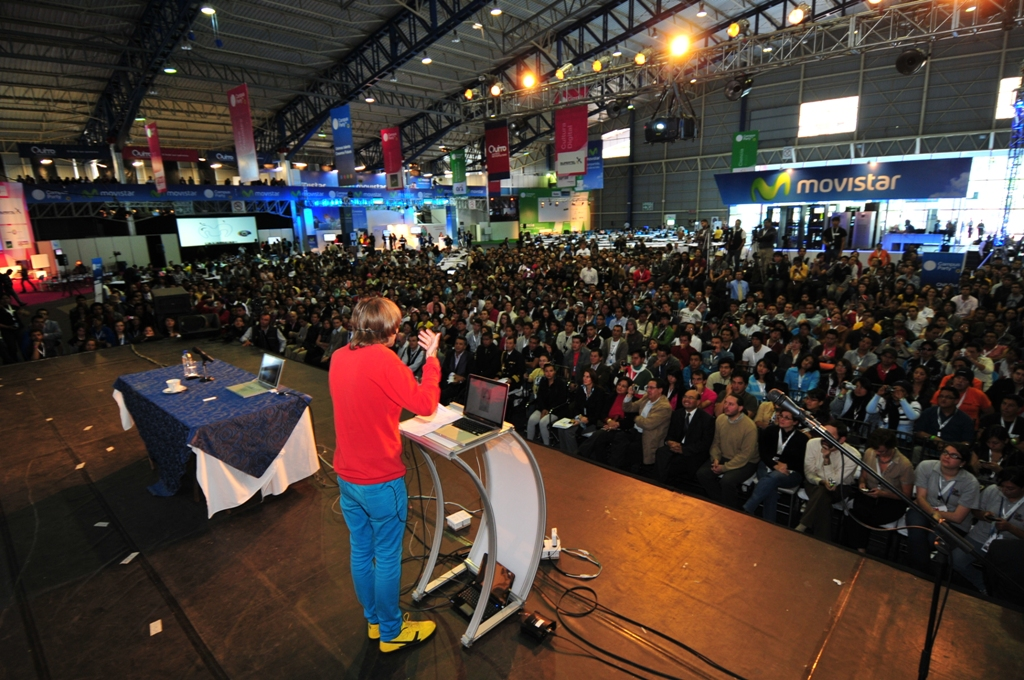
Neil Harbisson dans une conference sur les couleurs et le cyborg aux Campus Party, Équateur (2011)

Harbisson a contribué de manière significative à la sensibilisation du public à la couleur et aux cyborgs en donnant régulièrement des conférences publiques dans les écoles, les universités, les colloques et les LAN parties, réunissant parfois des milliers de spectateurs. Il a participé à des festivals des sciences et des festivals d'art telles que le British Science Festival (en), Festival ALT célébrée à MARCO, Musée d'art contemporain de Vigo  et au Festival NeoTokyo célébré à Es Baluard (en), Musée d'Art moderne et Contemporain de Palma (Mallorca).
Le 21 juillet 2011, il est devenu un Trending topic (en), sujet tendance sur Twitter après avoir donné sa conférence devant un auditoire estimé à 7000 personnes au Campus Party (en) in Messico.
Il est apparu dans de nombreux programmes documentaires pour la télévision dans les thèmes du transhumanisme, des cyborgs et des couleurs tels que Daily Planet, Explorations, Repor, Redes (es); dans les documentaires spécifiques sur sa vie, comme Sentir Colors, Cyborgs and Stem Cells, La importància dels colors et a été invité à de nombreux talk-shows, y compris Richard & Judy (en), Buenafuente, Els Matins (ca) et Fantástico.
Harbisson a également pris part à des programmes de radio telles que New York Studio 360, BBC World Service Outlook, La Ventana, Radio Netherlands Worldwide, et est apparu dans certains magazines tels que Wired,The Red Bulletin, Modern Painters (en), ¡Hola!, Muy Interesante entre autres.

### Les non-voyants
Harbisson a fait don d’antennes aux communautés de non-voyants et a enseigné la couleur à des enfants aveugles pour les aider à développer le sens de la couleur. Il croit que les antennes et les autres extensions cybernétiques doivent être traitées comme des parties du corps et non pas comme des appareils et, par conséquent, ils ne devraient jamais être vendus mais donnés.
En 2011, après la visite de Neil Harbisson en Équateur, le vice-président Lenín Moreno annonce que son gouvernement aiderait à promouvoir la recherche et la création d’antennes en Équateur.

## Sonochromatisme
Harbisson utilise les termes sonochromatisme ou sonochromatopsia (latin : sono-, son + grec : Chromat-, la couleur + grec:-opsia, condition visuelle) pour définir sa nouvelle condition. Il explique que l'achromatopsie ne peut plus définir son état parce que la personne achromatopsique ne peut ni percevoir ni distinguer les couleurs. Il explique également que la synesthésie ne définit pas avec précision son état parce que la relation entre la couleur et le son varie en fonction de chaque personne, alors que la sonochromatopsia est un sens supplémentaire qui se rapporte à une couleur de manière objective et égale pour tout le monde.

### Les mesures sonochromatiques de Harbisson
La Pure Sonochromatic Scale (2005) est une échelle logarithmique et microtonale avec 360 notes dans une octave. Chaque note correspond à un point précis des couleurs du cercle chromatique. La mesure a été introduite sur le premier Eyeborg en 2004. La mesure sonochromatique pure de Harbisson (2005) est une échelle basée sur la transposition des fréquences lumineuses en fréquences sonores. Les mesures ne se limitent pas aux couleurs classiques qu'on trouve sur la roue des couleurs, et ignorent également toute gamme musicale, de sorte qu'il est possible de s'affranchir des contraintes de la perception humaine usuelle du spectre coloré, mais aussi de celles des sons musicaux[pas clair]

## Œuvres

### Art
Les œuvres visuelles de Harbisson se concentrent sur la relation entre la couleur et le son, et sur la relation entre les humains et la couleur. Les œuvres principales de Harbisson ont été exposées à la Bankside Gallery (Londra), au Museumsquartier (Vienne), au Royal College of Art (Londres), à Can Manyé (Alella), Galeria Tramart (Barcelona) et à la Giudecca 795 Art Gallery, la galerie d’art contemporain de Venise au cours de la 54e Biennale de Venise.
Ses Sound Portraits - Portraits sonores sont des portraits de gens que Harbisson crée en écoutant les couleurs des visages. Chaque visage crée un accord sonore différent en fonction de ses couleurs. Afin de créer son portrait, il a besoin de se tenir devant la personne et de pointer son Eyeborg sur les différentes parties du visage ; il écrit ensuite les différentes notes sur un papier spécial dans un manuscrit de 360 lignes. Il explique que les photographies ne peuvent pas être utilisées pour créer ces portraits, et que les couleurs ne sont pas les mêmes sur les photos que dans une perception ordinaire. Depuis 2005, il a créé des portraits sonores de différentes personnalités : le prince Charles, Antoni Tàpies, Tracey Emin, Leonardo DiCaprio, Peter Brook, Al Gore, Sir Tim Berners-Lee et Woody Allen entre autres.

### Musique
Le piano a été l'instrument de Neil Harbisson depuis son enfance. Il s'y intéressait naturellement puisqu’il détestait l'existence même de la couleur. « C’était un instrument noir et blanc, parfait pour moi. » Sa première composition réalisée en tant que cyborg est un mariage de la peinture et la musique. Dans son Concerto pour piano n°1, Neil peint littéralement un grand piano de Steinway & Sons en utilisant les fréquences des couleurs pour produire des notes. Avec sa composition suivante, le Concerto Pianoborg, le piano a été « préparé » en reliant un ordinateur à la partie inférieure, le capteur de l'eyeborg étant positionné au-dessus des touches. Quand une couleur a été détecté par le capteur, l'ordinateur capte la fréquence et la transmet au piano qui reproduit alors la note correspondante. Neil Harbisson déclare : « Le piano joue le pianiste, c’est ce que je voulais atteindre ».
La première performance artistique de Harbisson de la couleur au son se fait en collaboration avec la chanteuse islandaise et violoniste Maria Huld Markan Sigfúsdóttir (épouse de Kjartan Sveinsson, claviériste) ; María utilise un ordinateur et un micro pour chanter les fréquences des couleurs microtonales que Harbisson utilise pour des peintures en direct lorsqu'il était sur scène. Leurs premières représentations ont lieu en 2004 au Centre Ariel (Totnes, Royaume-Uni) et à Plymouth Guildhall (Royaume-Uni) en 2005.
À partir de 2008, Harbisson est en collaboration et en interprétation avec l'artiste catalan et musicien Pau Riba avec qui il partage le même intérêt pour les cyborgs. Leurs premières apparitions ont lieu en 2008 à la Sala Luz de Gas (Barcelone), suivie par d'autres spectacles à Barcelone, Girona and Mataró.
Un de leurs projets les plus récents est Avigram (Avi-latine: oiseau,-gramme grecque: quelque chose d'écrit, dessiné ou enregistré). Une structure de douze séquences, une séquence pour chaque demi-ton à l'octave, est installé sur le toit d'une ferme. L'installation est en cours d'enregistrement 24 heures par jour, et une mélodie est créée en fonction de la corde où les oiseaux décident de se poser.

### Théâtre
Harbisson a largement collaboré avec la chorégraphe espagnole Moon Ribas dans une série de pièces de théâtre et de spectacles de danse. Des œuvres telles que l'Opus n°1, présenté en première au théâtre londonien (Battersea Arts Centre) en 2007, et Le Son de l'Oranger, la première fois au Théâtre antique de Barcelone en 2011, associent l'utilisation de la cybernétique, la couleur et le mouvement sur scène, et explorent la relation entre la couleur et l'homme.
En 2010, Moon Ribas et Le Son de l'Oranger de Neil Harbisson a remporté le Stage Creation Award, décerné chaque année par IMAC Mataró.